# Cyrtomomyia pulchra
Cyrtomomyia pulchra är en tvåvingeart som beskrevs av Becker 1913. Cyrtomomyia pulchra ingår i släktet Cyrtomomyia och familjen fritflugor. Inga underarter finns listade i Catalogue of Life.